# التاجوري
حي التاجوري أحد أحياء المدينة المنورة تقع جنوب المسجد النبوي. خارج سور أول، كانت تسمى (محلة الجديدة) ثم سميت بالتاجوري في العهد السعودي وسميت بهذا الاسم نسبة للعالم التاجوري المغربي في العهد العثماني المتأخر. والتاجوري نسبة لتاجوراء بلدة في ضواحي طرابلس بليبيا.